# Turkmenistan ai Giochi della XXXI Olimpiade
Il Turkmenistan ha partecipato ai Giochi della XXXI Olimpiade, che si sono svolti a Rio de Janeiro, Brasile, dal 5 al 21 agosto 2016, con una delegazione di nove atleti impegnati in cinque discipline. Portabandiera alla cerimonia di apertura è stato il nuotatore ventunenne Merdan Ataýew, alla sua prima Olimpiade.
Si è trattato della sesta partecipazione di questo paese ai Giochi estivi. Così come nelle precedenti edizioni, non sono state conquistate medaglie.

## Partecipanti

### Atletica
- Lancio del martello maschile - 1 atleta (Amanmurad Hommadov)
- 200 m femminili - 1 atleta (Yelena Ryabova)

### Judo
- 52 kg femminili - 1 atleta (Gulbadam Babamuratova)
- 57 kg femminili - 1 atleta (Rushana Nurjavova)

### Nuoto
- 100 m dorso maschili - 1 atleta (Merdan Ataýew)
- 100 m dorso femminili - 1 atleta (Darya Semyonova)

### Pugilato
- Pesi medi maschili - 1 atleta (Arslanbek Achilov)

### Sollevamento pesi
- +105 kg maschili - 1 atleta (Hojamuhammet Toychyyev)
- -69 kg femminili - 1 atleta (Gulnabat Kadyrova)